# Opala

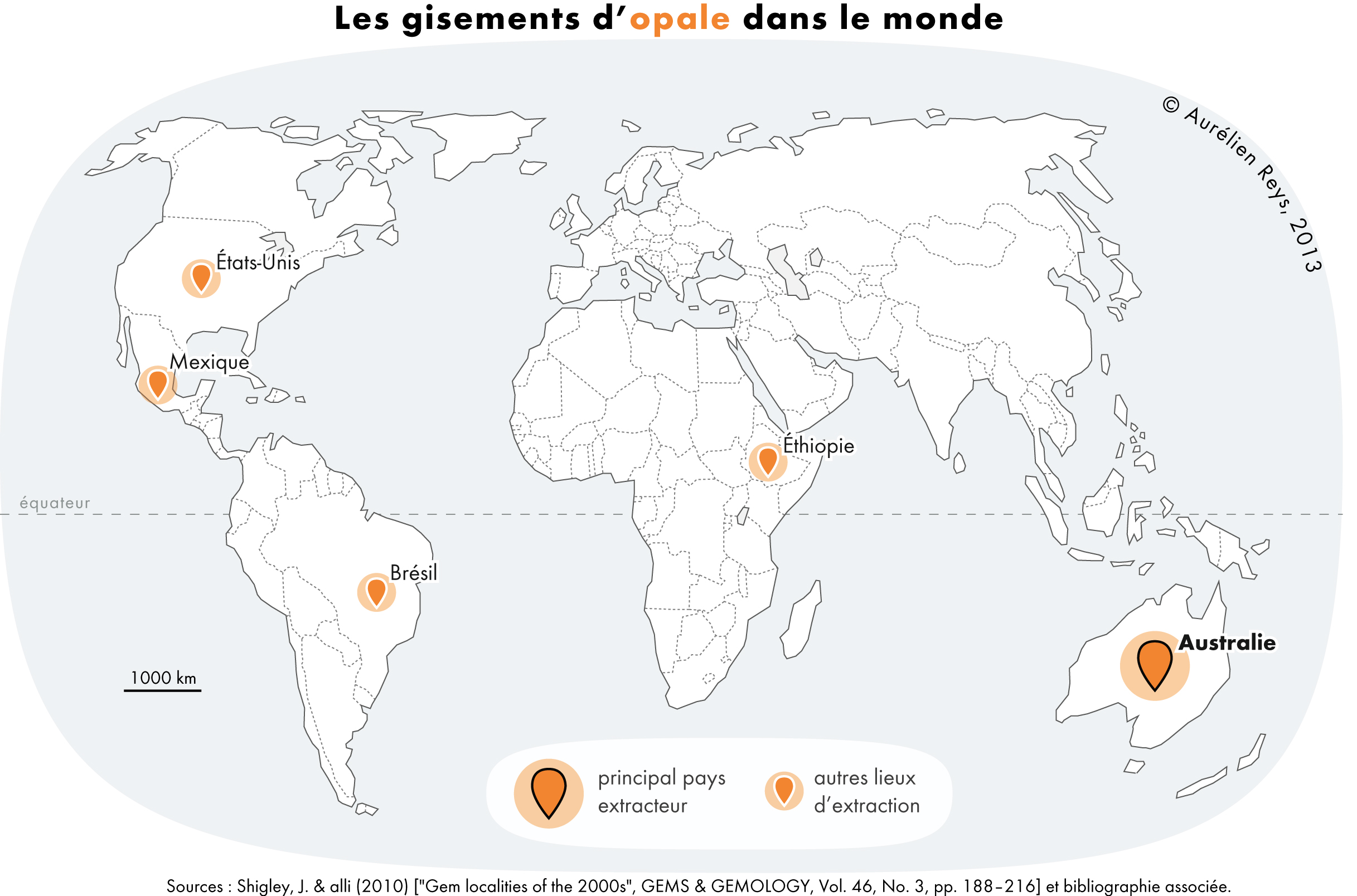
Mapa dos principais países produtores no mundo

O mineraloide opala é sílica amorfa hidratada, cujo percentual de água varia entre 3% a 21%, mas geralmente está entre 6% e 10%. Por ser amorfo, ele não tem formato de cristal, ocorrendo em veios irregulares, massas, e nódulos. Ela é depositada em temperaturas relativamente baixas e tem a fratura conchoidal, brilho vítreo, dureza na escala de Mohs de  5,5-6,6, gravidade específica 2,1-2,3, e uma cor altamente variável.
Existem duas amplas classes de opala: preciosa e comum. A opala preciosa exibe jogo de cores (iridescência); a opala comum não. Jogo de cores é definido como "um efeito óptico pseudo-cromático resultando em flashes de luz colorida de certos minerais, quando são observados na luz branca." A estrutura interna da opala preciosa faz com que ela difrata a luz, resultando no jogo de cores. Dependendo das condições em que se formou, a opala pode ser transparente, translúcida ou opaca, e a cor de fundo pode ser branca, preta ou praticamente qualquer cor do espectro visual. A opala negra é considerada a mais rara, enquanto as opalas brancas, cinzas e verdes são as mais comuns.

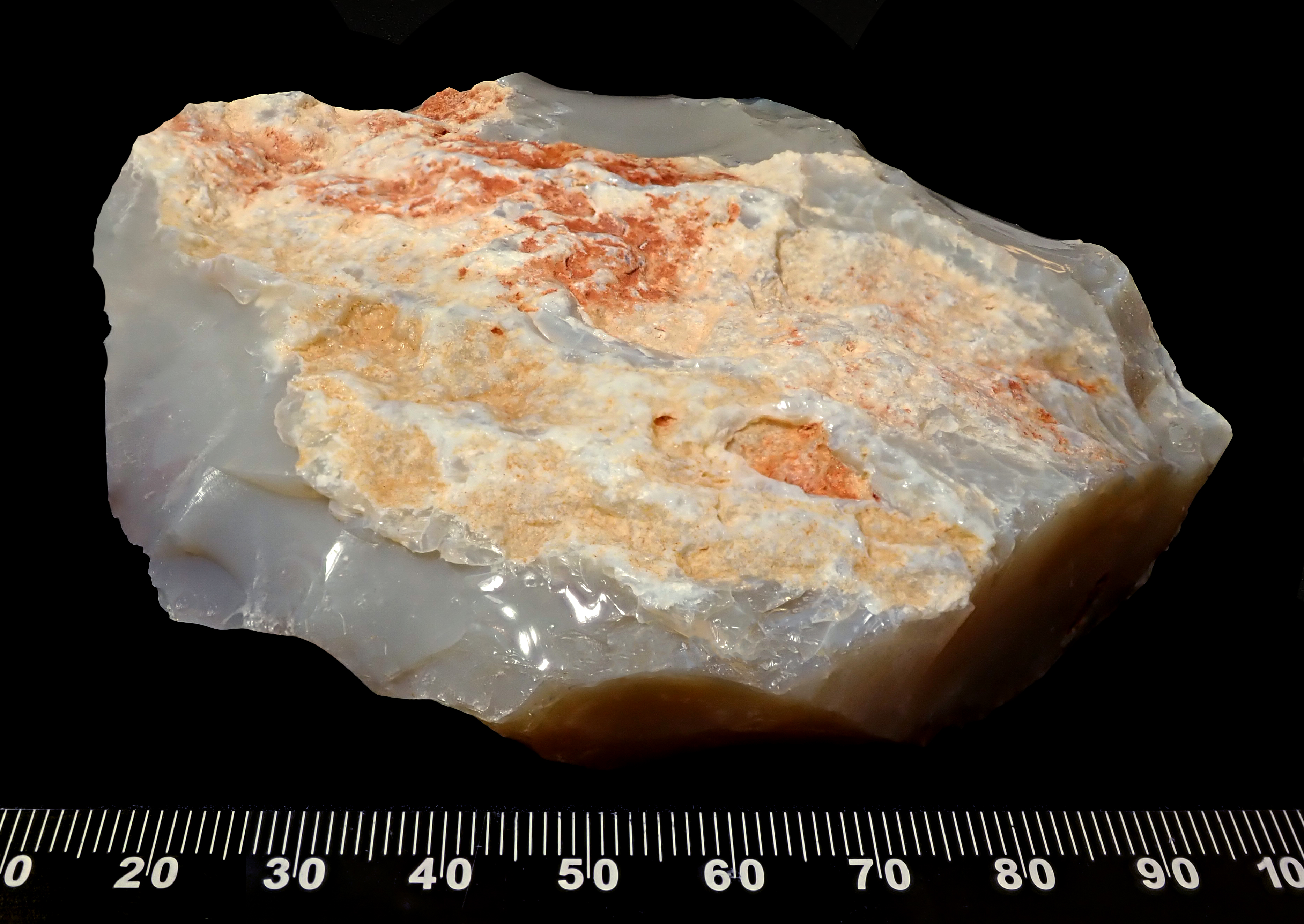
Opala bruta comum

## Características
A opala pode ser branca, incolor, azul-leitosa, cinza, vermelha, amarela, verde, marrom e preta. Frequentemente muitas dessas cores podem ser vistas simultaneamente, em decorrência de interferência e difração da luz que passa por aberturas regularmente arranjadas dentro do microestructura do opala, fenômeno conhecido como jogo de cores ou difração de Bragg. A estrutura da opala é formada por esferas de cristobalita ou de sílica amorfa, regularmente dispostas, entre as quais há água, ar ou geis de sílica. Quando as esferas têm o mesmo tamanho e um diâmetro semelhante ao comprimento de onda das radiações da luz visível, ocorre difração da luz e surge o jogo de cores da opala nobre. Se as esferas variam de tamanho, não há difração e tem-se a opala comum.
O termo  opalescência é usado geral e erroneamente para descrever este fenômeno original e bonito, que é o jogo das cores. Na verdade, opalescência é o que mostra opala leitosa, de aparência turva ou opala do potch, sem jogo de cores.
As veias de opala que mostram jogo de cores são frequentemente muito finas, e isso leva à necessidade de lapidar a pedra de modos incomuns. Um doublet de opala é uma camada fina de opala colorida sobre um material escuro como basalto ou obsidiana. A base mais escura ressalta o jogo de cores, resultando numa aparência mais atraente do que um potch mais claro. O triplet de opala é obtido com uma base escura e com um revestimento protetor de quartzo incolor (cristal de rocha), útil por ser a opala relativamente delicada.
Dada a textura das opalas, pode ser difícil obter um brilho razoável.
As variedades de opala que mostram jogo de cores, as opalas preciosas, recebem diversos nomes; do mesmo modo, há vários tipos de opala comum, tais como: opala leitosa (um azulado leitoso a esverdeado); opala resina (amarelo-mel com um bilho resinoso); opala madeira (formada pela substituição da madeira com opala); Menilite (marrom ou cinza) e hialite, uma rara opala incolor chamada às vezes Vidro de Müller.
A opala é um gel que é depositado em temperatura relativamente baixa em fissuras de quase todo tipo de rocha, geralmente sendo encontrado nas formações ferro-manganesíferas, arenito, e basalto. Pode se formar também em outros tipos de materiais, como nós de bambus. A palavra opala vem do sânscrito upala, do grego opallos e do latim opalus, significando "pedra preciosa."
A opala é um dos minerais que podem formar fósseis, por substituição. Os fósseis resultantes, embora possam não ser especialmente valiosos do ponto de vista científico, atraem colecionadores por sua beleza.
A maior parte da opala produzida no mundo (98%) vem da Austrália. A cidade de Coober Pedy, em particular, é uma das principais fontes. As variedades terra comum, água, geléia, e opala de fogo são encontradas na maior parte no México e Mesoamérica.
Existem opalas sintéticas, que estão disponíveis experimental e comercialmente. O material resultante é distinguível da opala natural por sua regularidade; sob ampliação, as áreas com diferentes cores são arranjadas em forma de "pele de lagarto" ou padrão "chicken wire". As opalas sintéticas são distinguidas das naturais mais pela falta de fluorescência sob luz UV. São também geralmente de densidade mais baixa e frequentemente mais porosas.
Dois notáveis produtores do opala sintética são as companhias Kyocera e Inamori do Japão. A maioria das opalas chamadas sintéticas, entretanto, são denominadas mais corretamente de imitações, porque contêm substâncias não encontradas na opala natural (por exemplo, estabilizadores plásticos). As opalas Gilson vistas frequentemente em jóias vintage são, na realidade, um vidro laminado.

## Opala preciosa

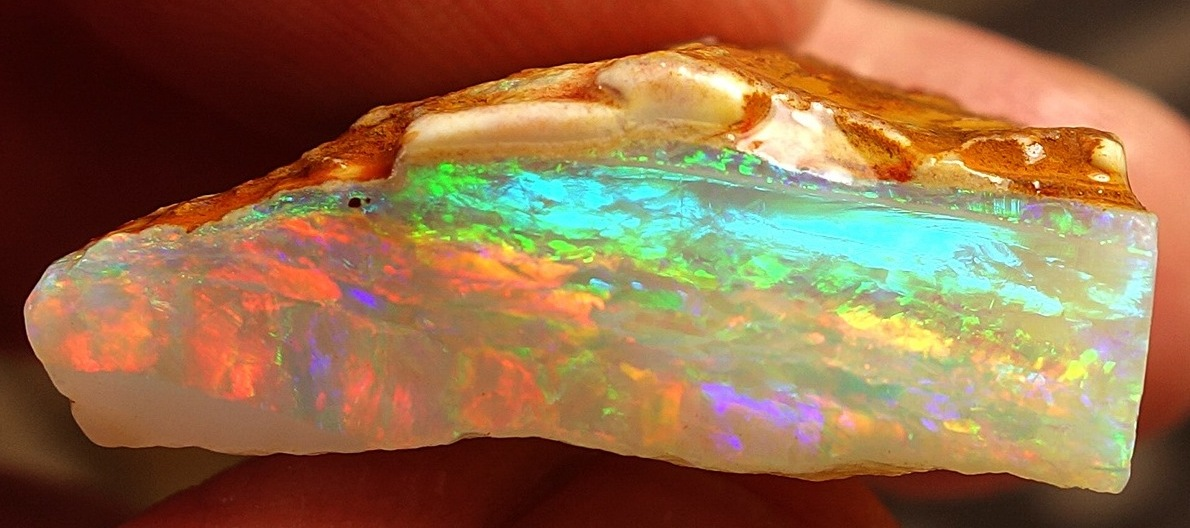
Esta opala preciosa bruta de Coober Pedy, Austrália do Sul, exibe quase todas as cores do espectro visível.

A opala preciosa mostra uma variação de cores internas, e embora seja um mineraloide, possui uma estrutura interna. Em escalas microscópicas, a opala preciosa é composta por esferas de sílica com diâmetro entre 150–300 nm (5.9×10−6–1.18×10−5 pol.) em uma rede compactada hexagonal ou cúbica. Foi demonstrado por J. V. Sanders em meados da década de 1960 que essas esferas de sílica ordenadas produzem as cores internas ao causar a interferência e difração da luz que passa pela microestrutura da opala. A regularidade dos tamanhos e do empacotamento dessas esferas é um determinante primordial da qualidade da opala preciosa. Quando a distância entre os planos regularmente empacotados de esferas é aproximadamente metade do comprimento de onda de um componente da luz visível, a luz desse comprimento de onda pode ser sujeita à difração pela grade criada pelos planos empilhados. As cores observadas são determinadas pelo espaçamento entre os planos e pela orientação dos planos em relação à luz incidente. O processo pode ser descrito pela lei de difração de Bragg.

## Opala comum

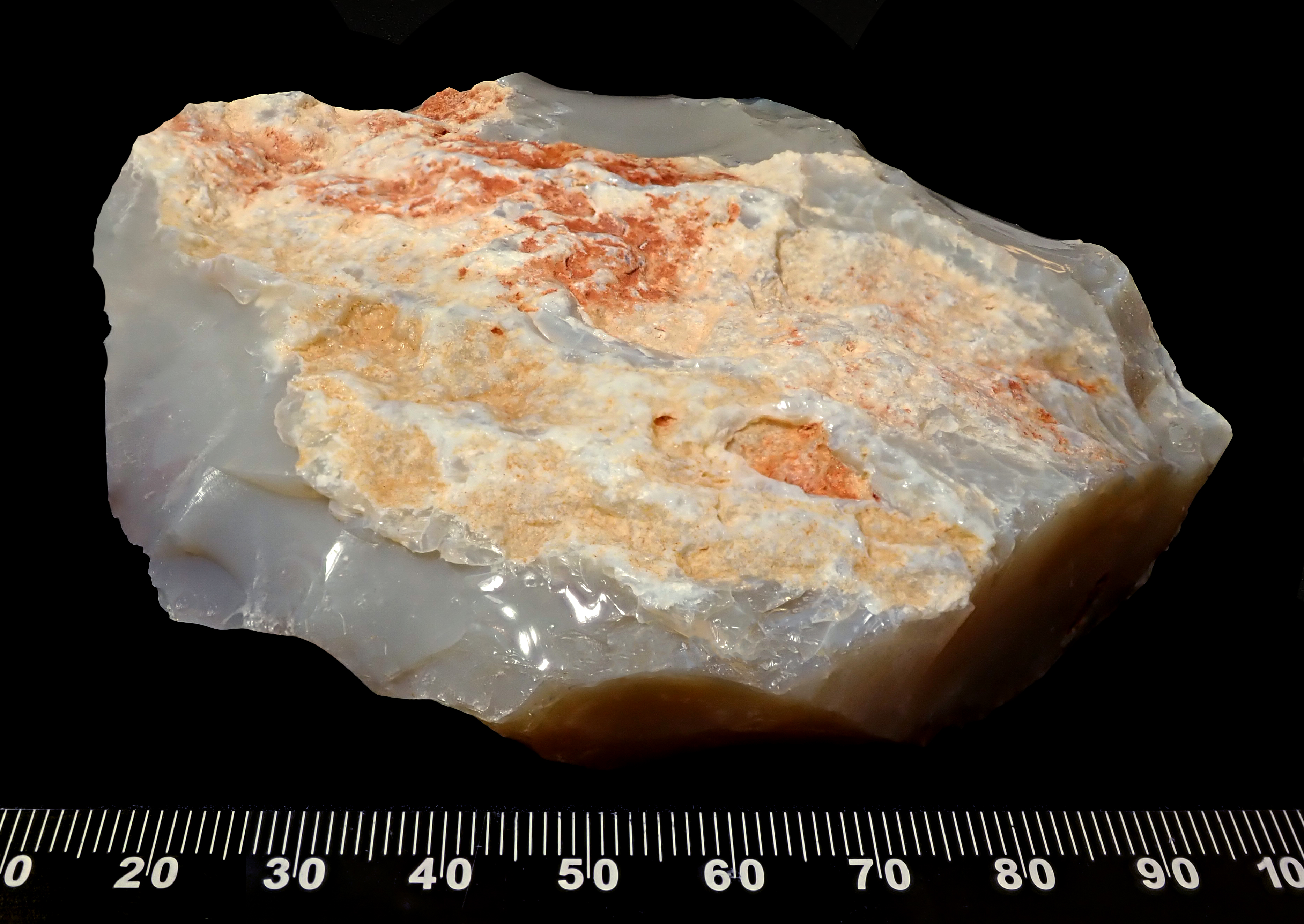
Opala comum bruta

Além das variedades de gemas que exibem um jogo de cores, os outros tipos de opala comum incluem a opala de leite, que é azulada a esverdeada leitosa (que às vezes pode ser de qualidade gemológica); a opala resina, que é amarela como mel com um brilho resinoso; a opala de madeira, que é causada pela substituição do material orgânico da madeira por opala; a menilita, que é marrom ou cinza; a hialita, uma opala incolor e transparente como vidro, às vezes chamada de vidro de Müller; a geyserita, também chamada de sinter silicioso, depositada ao redor de fontes termais ou gêiseres; e a terra de diatomáceas, as acumulações de conchas ou testes de diatomáceas. A opala comum frequentemente exibe um brilho nebuloso e turvo de dentro da pedra. Em gemologia, esse efeito óptico é estritamente definido como opalescência, que é uma forma de adularescência.

## História
Opala era rara e muito valiosa na antiguidade. Na Europa, era uma gema valorizada pela realeza. Até a descoberta de vastos depósitos na Austrália no século XIX, a única fonte conhecida era Červenica, além da fronteira romana na Eslováquia. Opala é a gema nacional da Austrália.

### Austrália

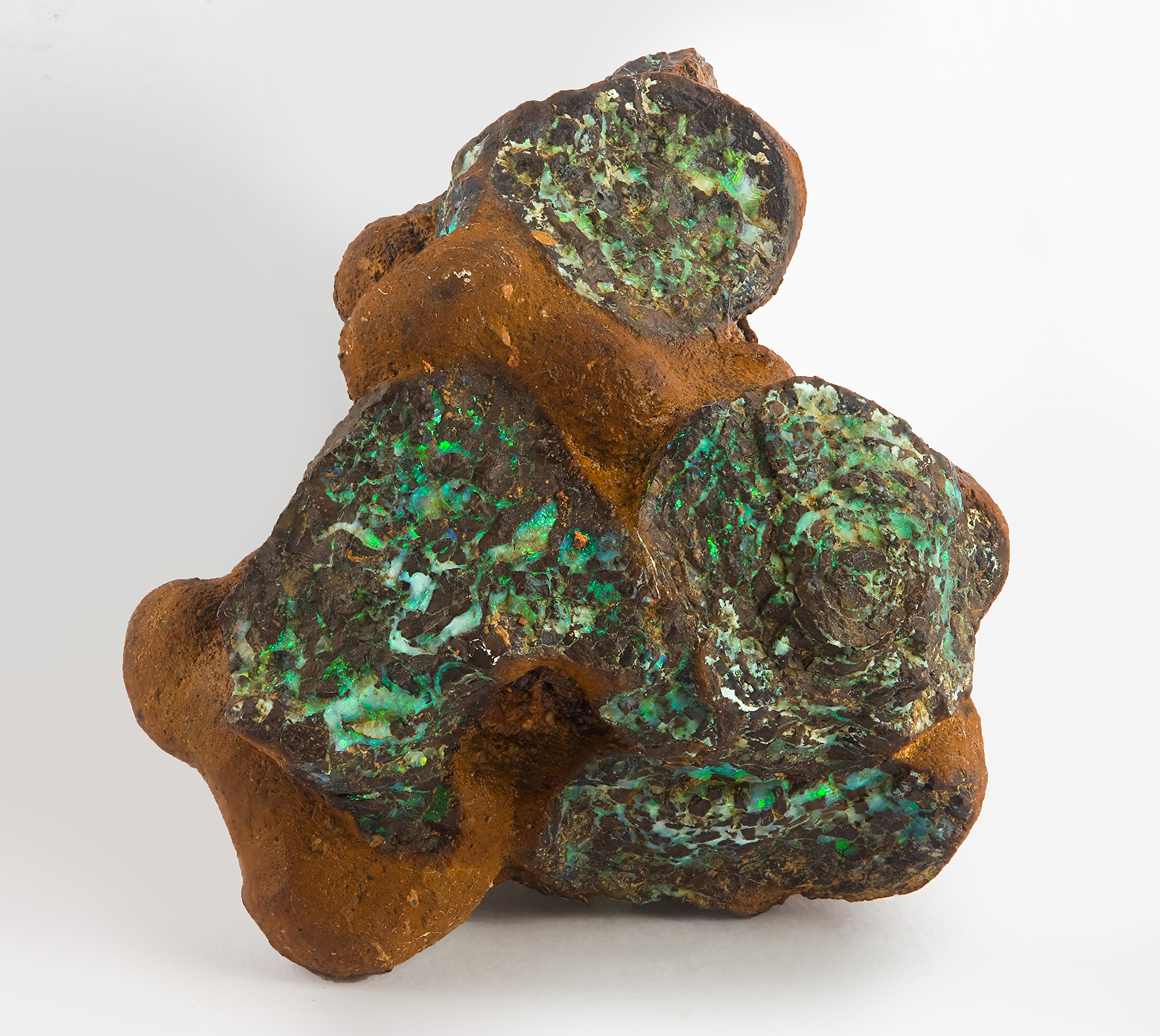
A opala de rocha, Carisbrooke Station próxima a Winton, Queensland

A cidade de Coober Pedy, na Austrália Meridional, é uma importante fonte de opala. A maior e mais valiosa opala preciosa do mundo, "Olympic Australis", foi encontrada em agosto de 1956 no campo de opala "Eight Mile" em Coober Pedy. Ela pesa 17.000 quilates (3,4 kg; 7,5 lb) e mede 11 polegadas (280 mm) de comprimento, com uma altura de 4+3⁄4 polegadas (120 mm) e uma largura de 4+1⁄2 polegadas (110 mm).
O campo de opala Mintabie, na Austrália Meridional, localizado cerca de 250 km (160 milhas) a noroeste de Coober Pedy, também produziu grandes quantidades de opala de cristal e a mais rara opala negra. Ao longo dos anos, essa opala tem sido vendida no exterior incorretamente como opala de Coober Pedy. A opala negra de Mintabie é considerada um dos melhores exemplos encontrados na Austrália.
Andamooka, na Austrália Meridional, é também um grande produtor de opala matriz, opala de cristal e opala negra. Outra cidade australiana, Lightning Ridge, em Nova Gales do Sul, é a principal fonte de opala negra, uma opala que contém um fundo predominantemente escuro (do cinza escuro ao azul-preto exibindo jogo de cores), coletada da Formação Griman Creek. A opala de rocha consiste em concreções e preenchimentos de fraturas em uma matriz de pedra de ferro silicosa escura. Ela é encontrada esporadicamente no oeste de Queensland, desde Kynuna no norte até Yowah e Koroit no sul. Suas maiores quantidades são encontradas ao redor de Jundah e Quilpie no sudoeste de Queensland. A Austrália também possui restos fósseis opalizados, incluindo ossos de dinossauros em Nova Gales do Sul e na Austrália Meridional, e criaturas marinhas na Austrália Meridional.

### Etiópia

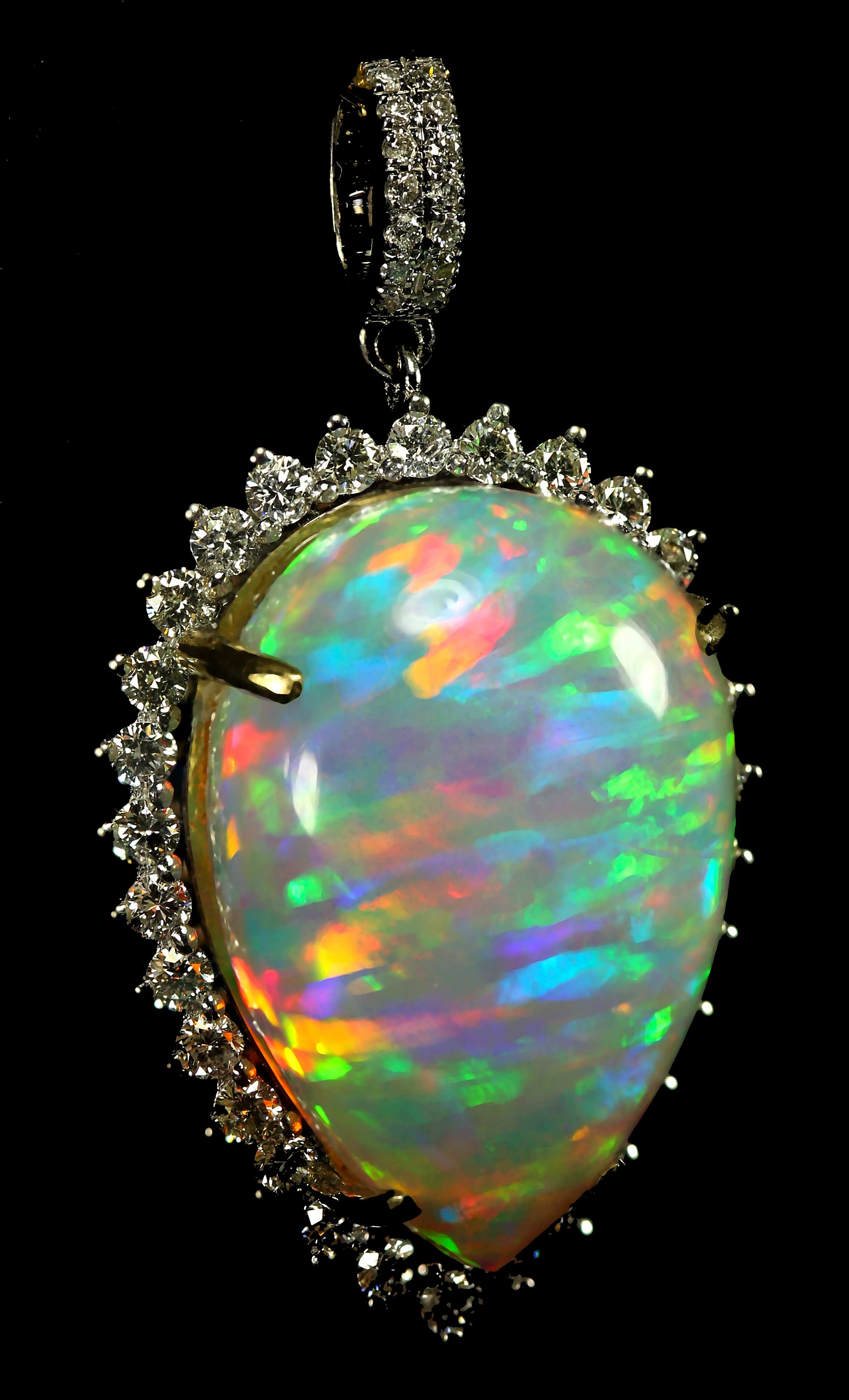
Pingente de opala preciosa etíope "Welo" de qualidade gema

Relatou-se que opalas do norte da África foram usadas para fazer ferramentas já em 4000 a.C. O primeiro relato publicado de opala de gema da Etiópia apareceu em 1994, com a descoberta de opala preciosa no Distrito de Menz Gishe, Província de Shewa Norte. A opala, encontrada principalmente na forma de nódulos, era de origem vulcânica e foi encontrada predominantemente dentro de camadas intemperizadas de riolito. Esta opala da Província de Shewa era principalmente de cor marrom escuro e tinha uma tendência a rachar. Essas qualidades a tornaram impopular no comércio de gemas. Em 2008, um novo depósito de opala foi encontrado aproximadamente 180 km ao norte da Província de Shewa, perto da cidade de Wegeltena, na Província de Wollo, na Etiópia. A opala da Província de Wollo era diferente das descobertas anteriores de opala etíope, pois se assemelhava mais às opalas sedimentares da Austrália e do Brasil, com um fundo claro e frequentemente um vívido jogo de cores. A opala da Província de Wollo, mais comumente referida como opala "Welo" ou "Wello", tornou-se a opala etíope dominante no comércio de gemas.

### México

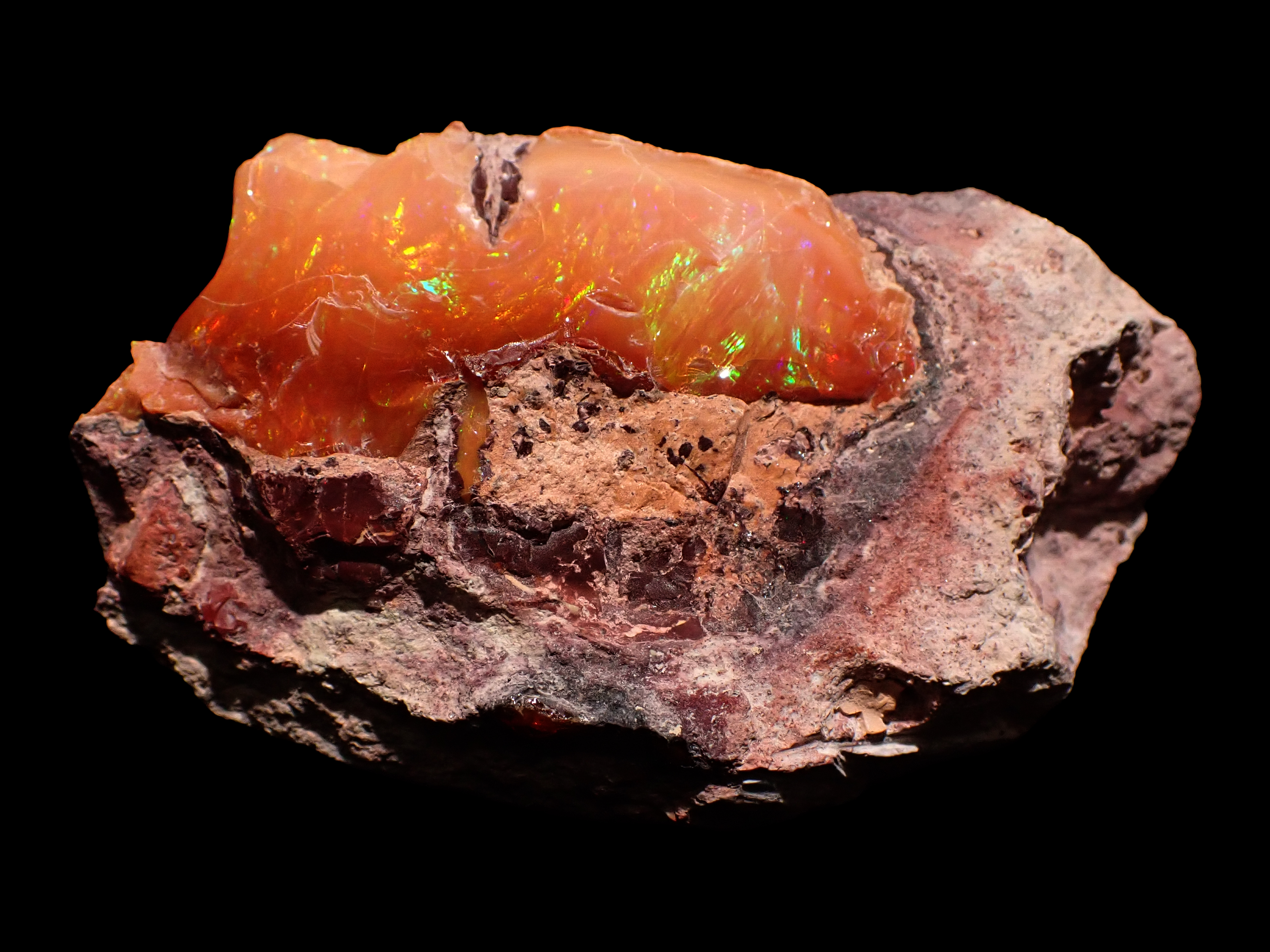
A preciosa Opala de Fogo Mexicana possui manchas brilhantes verdes e amarelas (jogo de cores) com um fundo vermelho-alaranjado típico da Opala de Fogo.

A opala de fogo é uma opala transparente a translúcida com cores quentes de corpo que variam do amarelo ao laranja ao vermelho. Embora as opalas de fogo geralmente não apresentem jogo de cores, elas ocasionalmente exibem flashes brilhantes de verde. A fonte mais famosa de opalas de fogo é o estado de Querétaro, no México; essas opalas são comumente chamadas de opalas de fogo mexicanas. Opalas de fogo que não apresentam jogo de cores são às vezes chamadas de opalas de geléia. Opalas mexicanas são às vezes cortadas em seu material hospedeiro riólitico, se este for suficientemente duro para permitir o corte e o polimento. Este tipo de opala mexicana é referido como opala de Cantera. Outro tipo de opala do México, chamada de opala de água mexicana, é uma opala incolor que exibe um brilho interno azulado ou dourado.
A opala ocorre em quantidade e variedade significativas no centro do México, onde a mineração e produção tiveram origem no estado de Querétaro. Nessa região, os depósitos de opala estão localizados principalmente nas cadeias de montanhas de três municípios: Colón, Tequisquiapan e Ezequiel Montes. Durante a década de 1960 até meados da década de 1970, as minas de Querétaro foram intensamente exploradas. Os mineradores de opala de hoje relatam que era muito mais fácil encontrar opalas de qualidade com muito fogo e jogo de cores naquela época, enquanto hoje as opalas de qualidade gemológica são muito difíceis de encontrar e podem custar centenas de dólares americanos ou mais. A cor de fundo vermelho-alaranjada é característica de todas as "opalas de fogo", incluindo a "opala de fogo mexicana".

## Reservas no Brasil

### Pedro II - Piauí
A opala também é encontrada no Brasil, município de Pedro II (Piauí), localizado ao Nordeste do Estado.
A opala de Pedro II (Piauí) é a única de qualidade nobre no Brasil e suas reservas, juntamente com as reservas australianas, formam as únicas jazidas de opala de importância no planeta. As reservas de Pedro II são: 12.469,354 kg de reservas medidas; 50.269,416 kg de reservas indicadas e 38.529,230 kg de reservas inferidas. (http://www.opalasnordeste.kit.net/index_arquivos/historia.htm)
A opala, pedra preciosa conhecida por produzir lampejos das sete cores do arco-íris, tem sua maior jazida brasileira no município piauiense de Pedro II. (http://www1.folha.uol.com.br/folha/turismo/noticias/ult338u302733.shtml)
A opala é a Gema oficial da Austrália.

### Rio Grande do Sul[6]

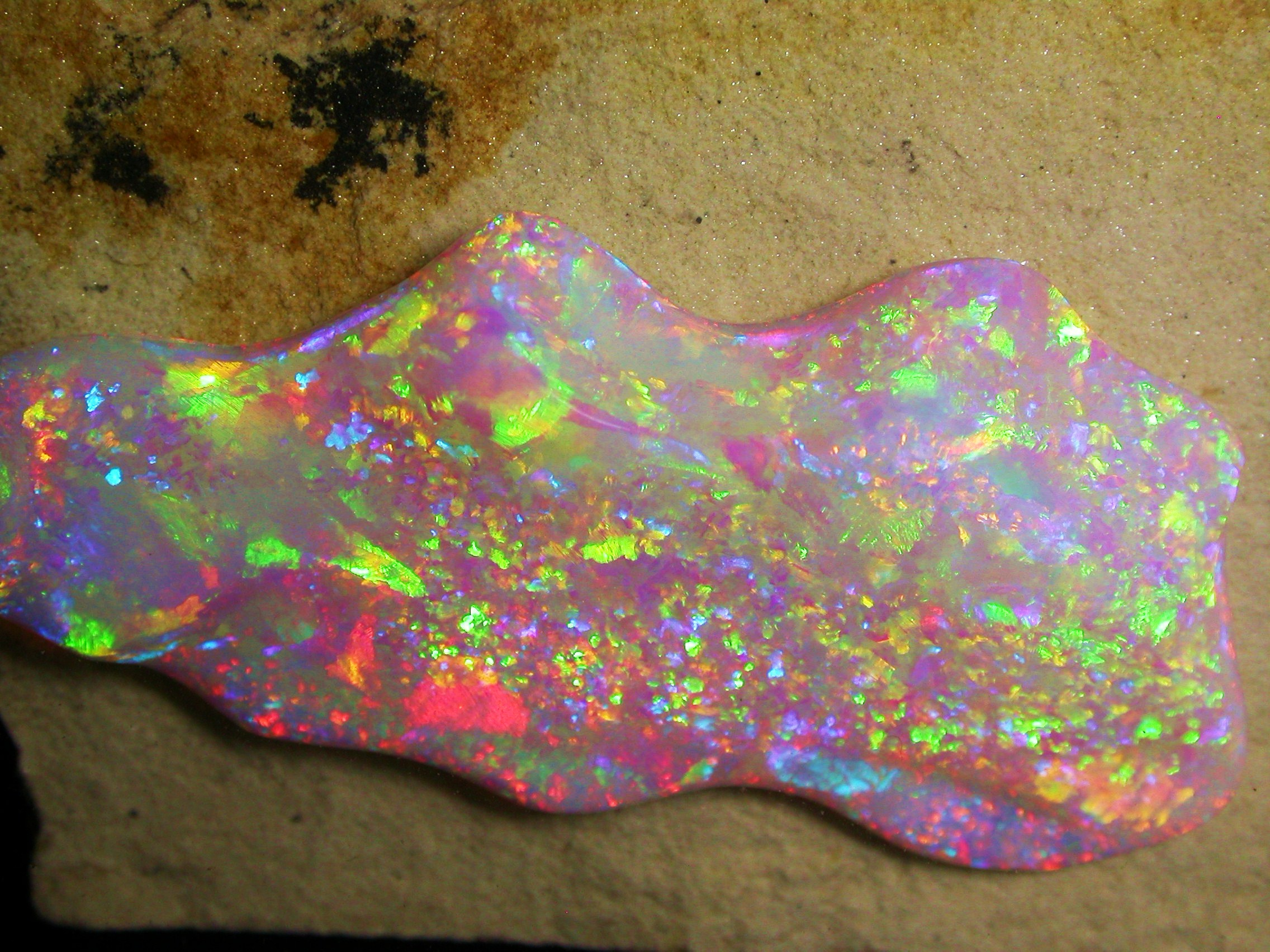
Opala brasileira

No estado do Rio Grande do Sul, os garimpos de pedras preciosas estão distribuídos em duas regiões principais: no Distrito Mineiro de Ametista do Sul (maior produtor de ametista) e no Distrito Mineiro de Salto do Jacuí (maior produtor de ágata). Nestes dois distritos mineiros são explorados geodos, parcial ou totalmente preenchidos por camadas intercaladas de ágata, quartzo incolor, ametista, calcita e opala. O processo de extração desses geodos gera grande quantidade de rejeito, composto tanto pela rocha portadora do minério como também por minério de baixa qualidade. No município de Soledade se concentram as principais empresas de beneficiamento e também o comércio dos materiais gemológicos explorados no Rio Grande do Sul. No entanto, a maioria dos objetos produzidos que visam à exportação se repete nas diversas indústrias beneficiadoras sem diferencial aparente. A opala encontrada nos garimpos de Salto do Jacuí ocorre em muitas cores. A opala branca é a mais comum e não é valorizada, gerando, assim, significativa quantidade de rejeito. Através deste estudo, objetiva-se estabelecer uma metodologia de beneficiamento por usinagem CNC do rejeito de opala branca e ágata oriundo do Distrito Mineiro de Salto do Jacuí, que agregue valor pelo design e tecnologia. Considerando que os processos mais utilizados nas indústrias atualmente para a ágata, o tingimento e o corte em chapas, não se aplicam à opala, pode-se afirmar que a introdução da tecnologia de usinagem CNC neste setor pode auxiliar no aproveitamento desse material, ao modificá-los e valorizá-los como objetos de adorno sob a forma de camafeus. A metodologia empregada para a presente pesquisa consistiu de etapas de identificação dos locais de extração de ágata e de opala branca do Estado; avaliação dos procedimentos mais utilizados para beneficiamento destes materiais; estudo e análise do material por técnicas específicas; ensaios de usinagem CNC, análise das fresas utilizadas e dos materiais envolvidos após os processos de usinagem e desenvolvimento de produto. Foram realizados nove ensaios de usinagem e as análises posteriores, identificando nos resultados obtidos que, com as fresas adequadas destinadas ao desgaste (maior diâmetro) ou acabamento (menor diâmetro de ponta), quando utilizados em conjunto com parâmetros e estratégias de usinagem bem definidos, são suficientes para que se alcance o objetivo definido nesta pesquisa.

## Galeria

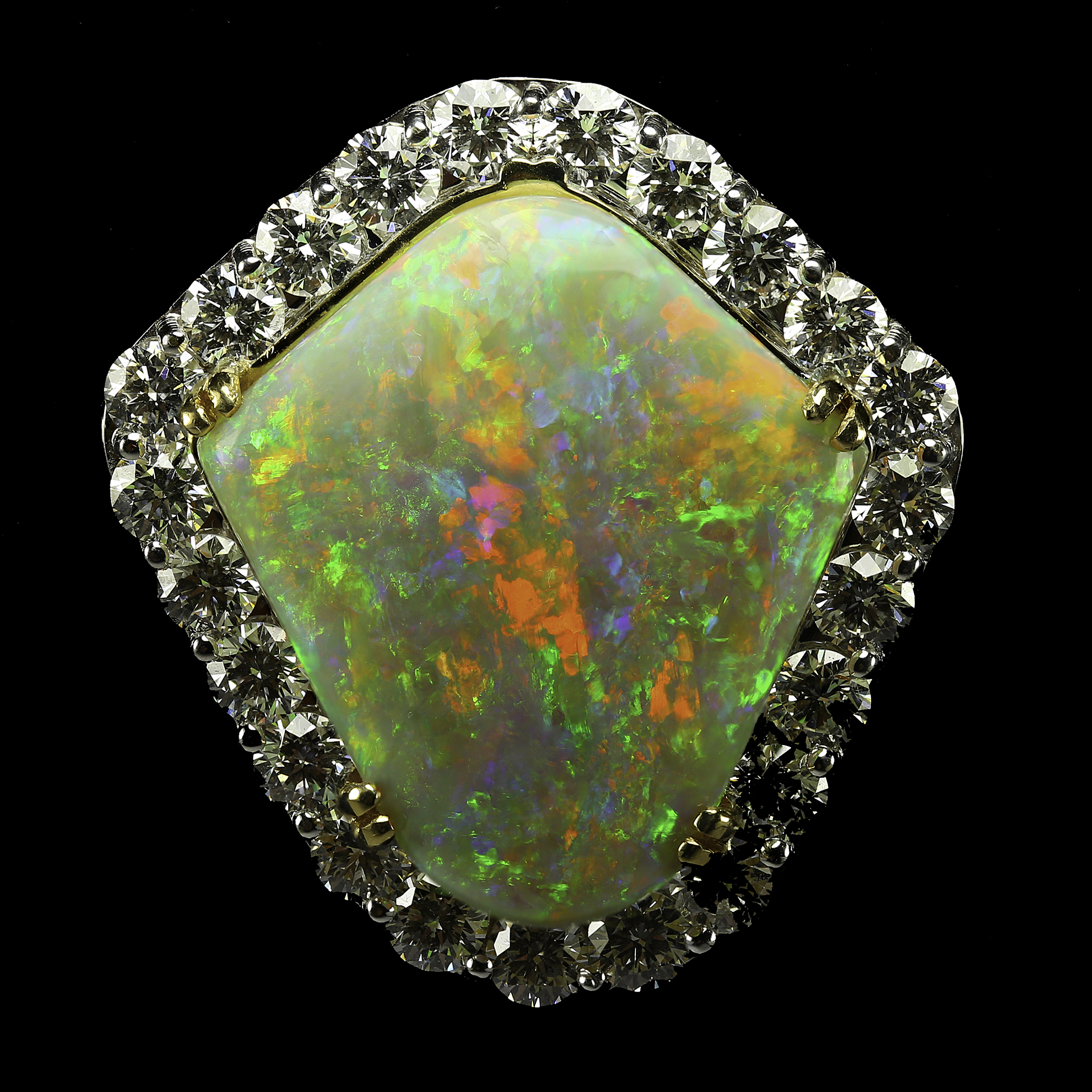
O "Rainbow Shield", um pingente feito com opala australiana
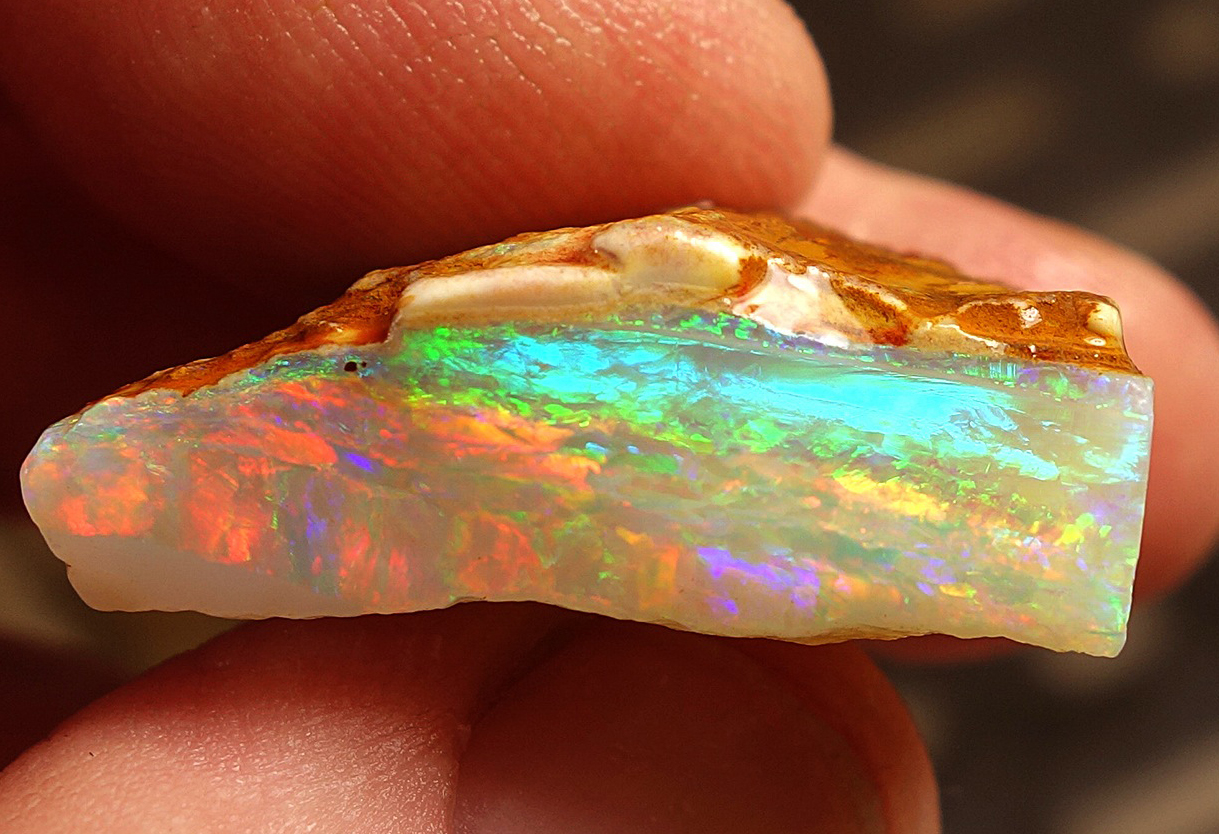
Opala de cristal áspero multicolorido de Coober Pedy, Austrália do Sul, expressando quase todas as cores do espectro visível
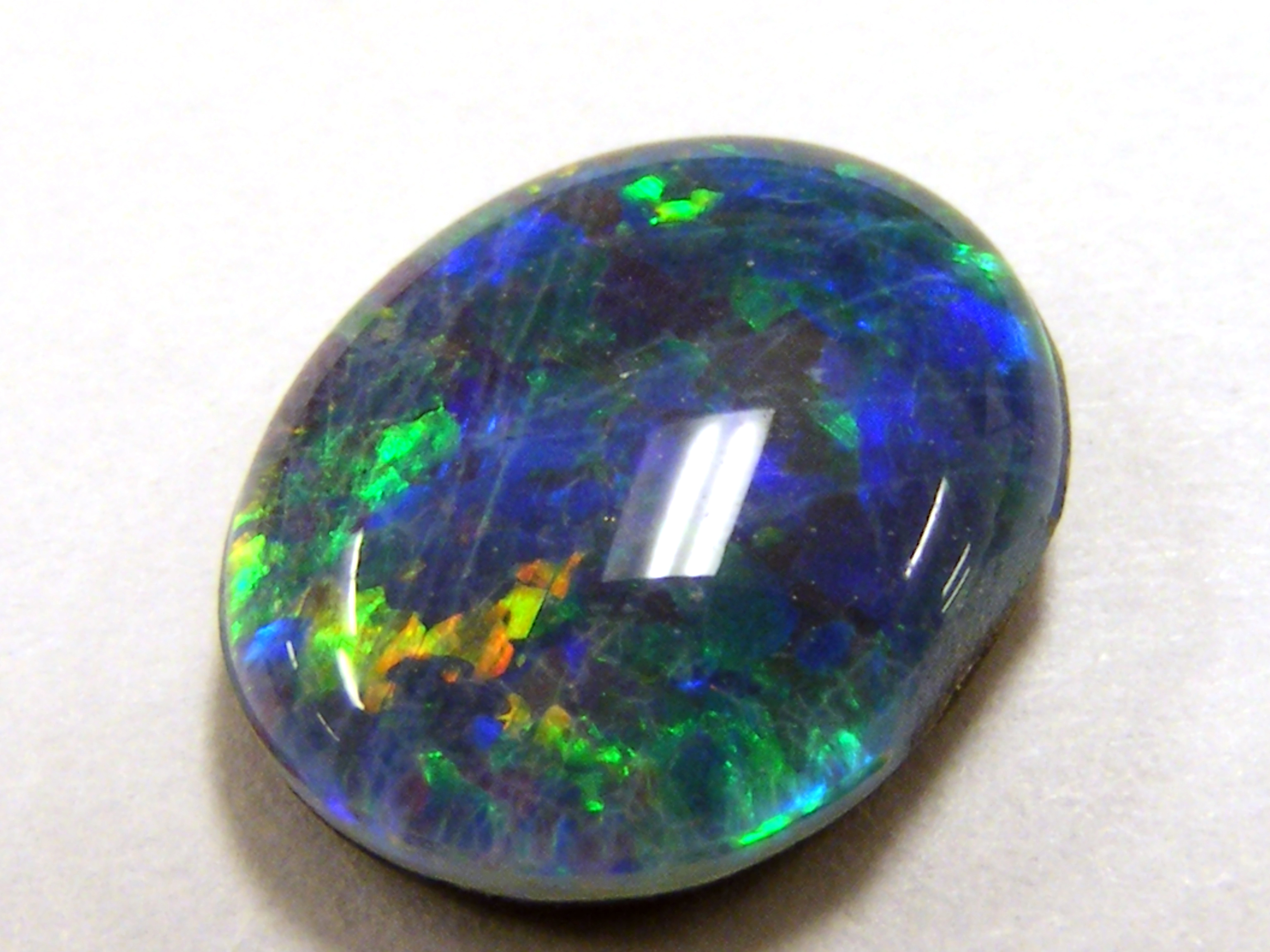
Opala de Andamooka
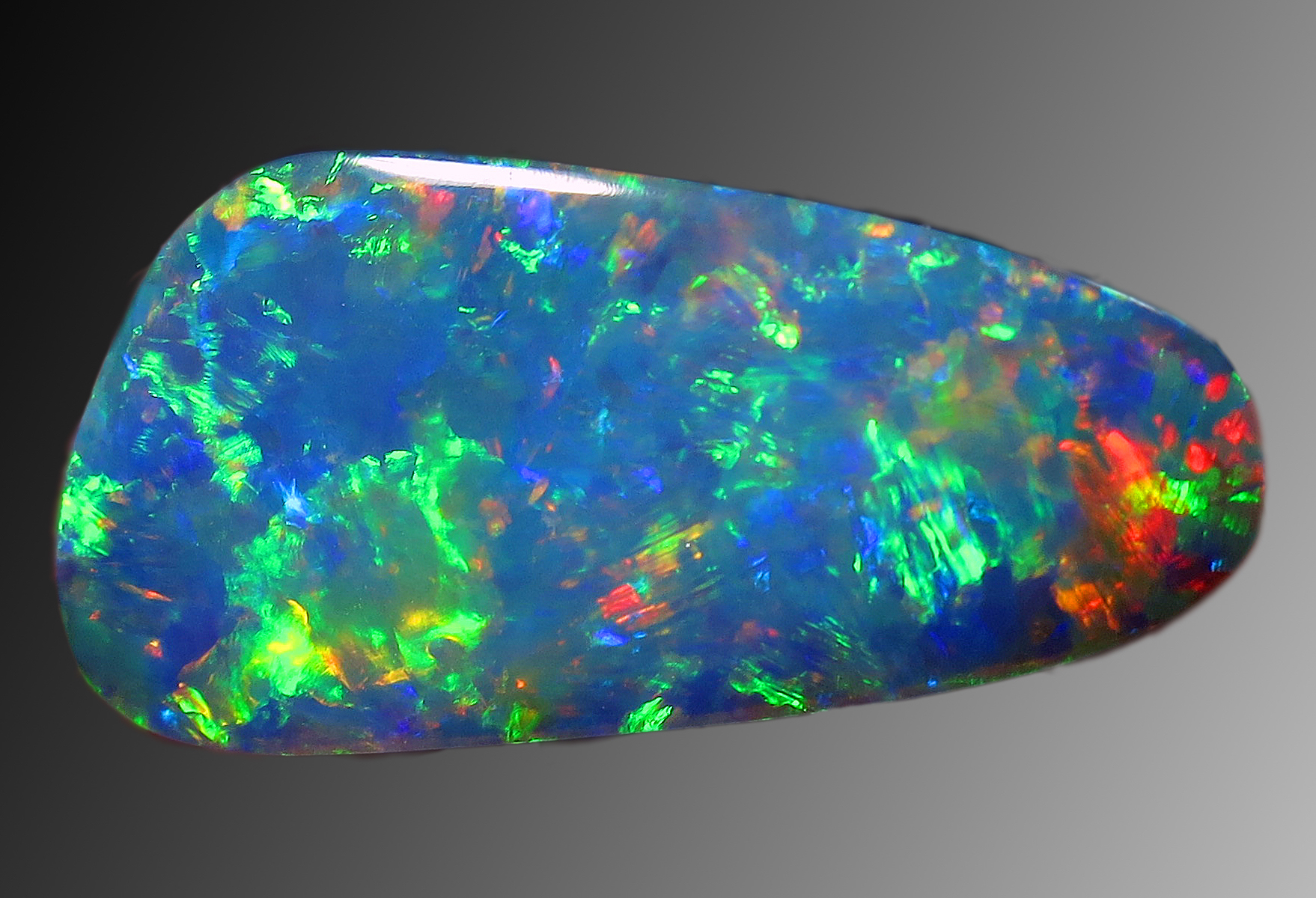
Opala australiana
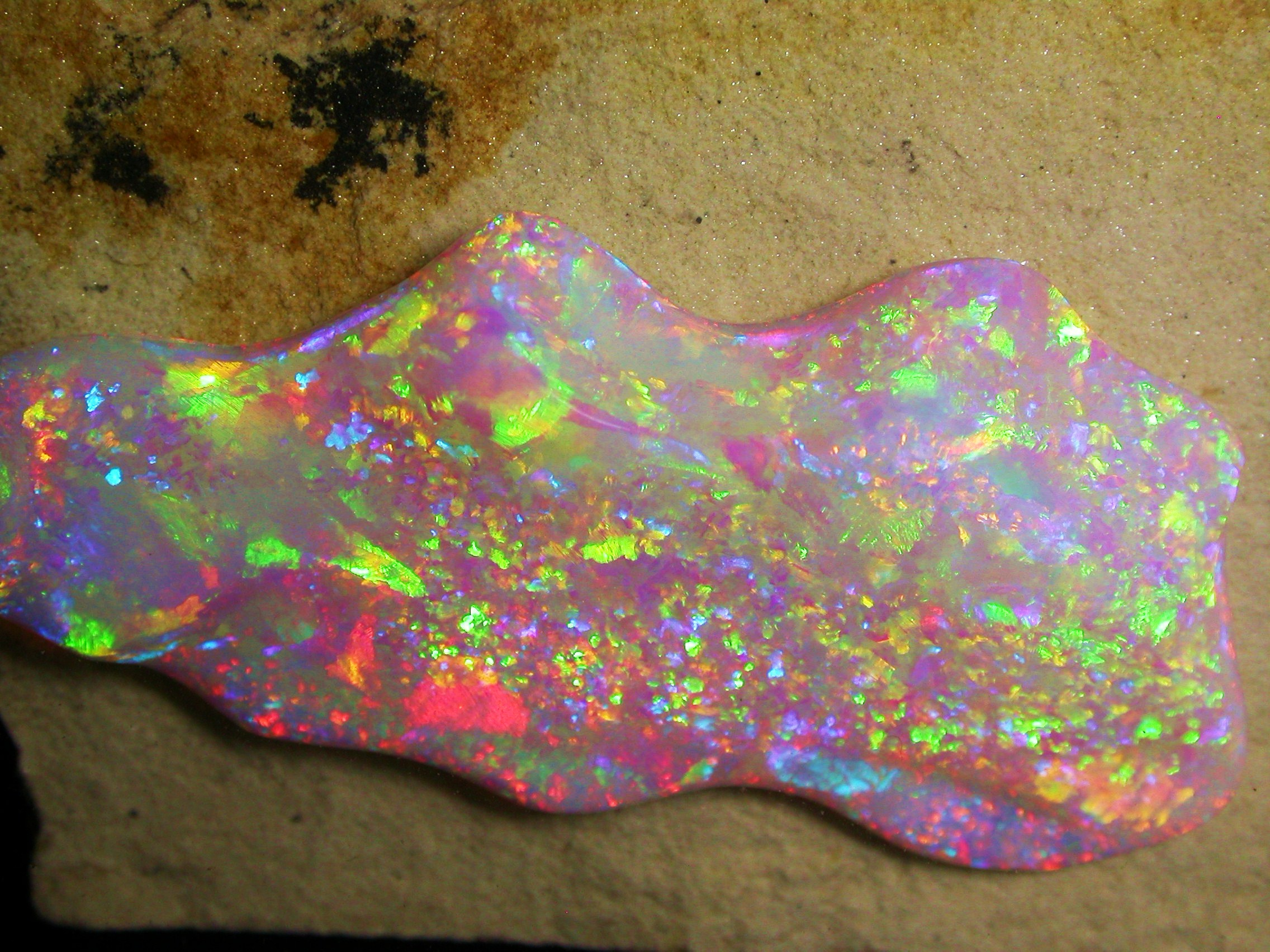
Opala brasileira
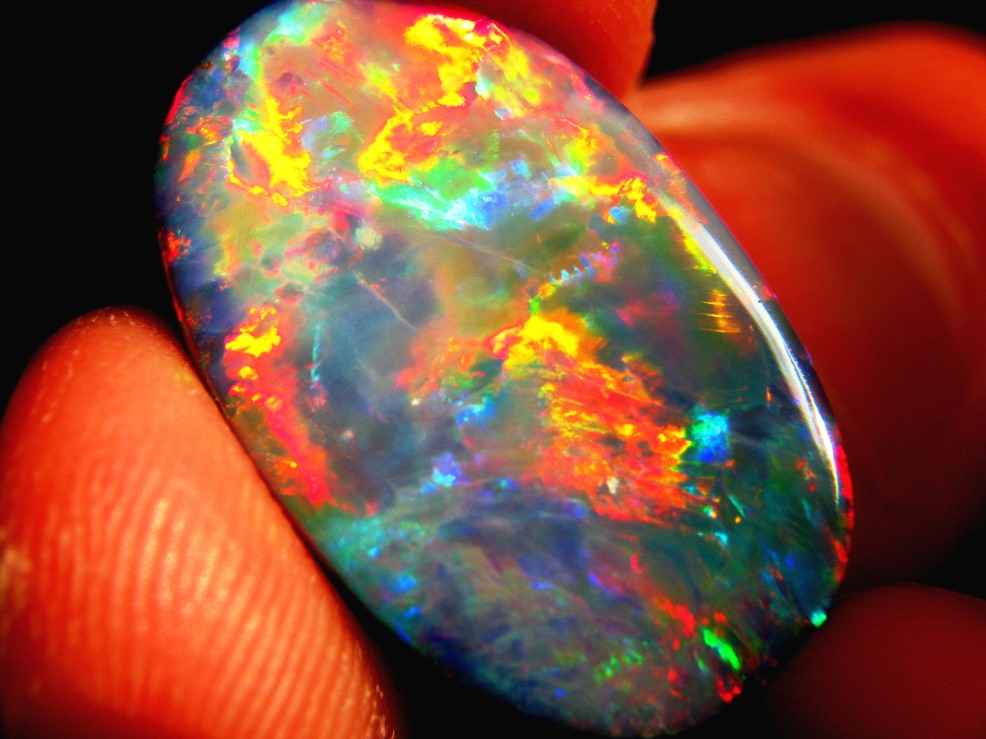
Opala negra multicolorida de New South Wales, Austrália